# أم طماخ (منبج)
أم طماخ قرية سوريّة تتبع إداريّاً لمحافظة حلب منطقة منبج ناحية أبو كهف، بلغ تعداد سكانها 642 نسمة حسب التعداد السكاني لعام 2004.